# 普善寺
24°14′18″N 120°33′46″E / 24.238324°N 120.562798°E
普善寺，又名同興宮，是位於臺灣臺中市沙鹿區洛泉里的原住民廟宇，祭祀拍瀑拉族的祖靈。

## 由來

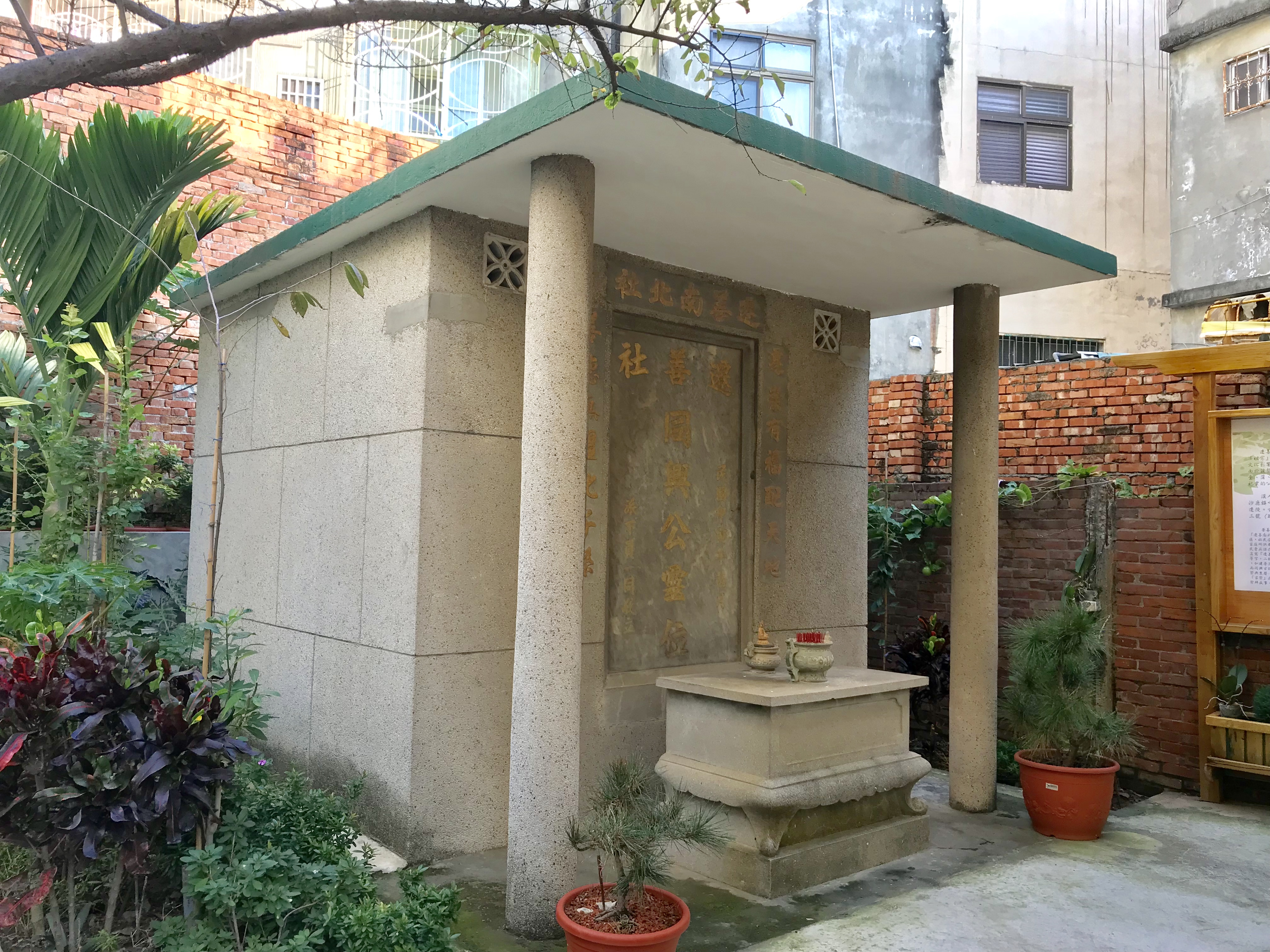
普善寺同興公墓塚

帕瀑拉族原在媽憐山、養馬埔一帶，即今鹿寮段262地號附近建有遷善社祖廟，作為祭祖、放牧與競爭的場所，以農曆八月初二舉行祭祀。他們在明鄭時期就因反抗鄭成功軍隊強徵糧食，遭右武衛劉國軒圍剿，人口大減。大甲西社抗清事件亦被清廷鎮壓，社名並在乾隆初年改名「遷善社」。之後因土地被漢人侵占、摧毀，遷善社祖廟成為亂葬崗，即過去的鹿寮第八公墓。從沙鹿玉皇殿旁普濟寺南面牆上的的遷善社示禁碑，可探知當時常與漢人發生衝突，事端不斷。族人將祖廟遷於中棲路旁的沙鹿高工校園處，遵循傳統採圓形建物，係收葬遷善社民骨骸，四週長滿雞柳及林投等樹木，僅廟前留一人行步道。
1978年間，因台中港特二號道路開闢，遷往普善寺現址，位在洛泉里，又名同興宮。當年黑派掌門李卿雲在興建時，將許多遺骨將其集中於普善寺後，泥封立碑書寫「遷善社同興公靈位」。該墓是1978年中棲路拓寬時挖出達出數十麻布袋的人骨，因原住民有將親人葬在自家床下或門邊的習俗，判定是拍瀑拉族所葬的遺骨，遂遷葬到普善寺後方。
一樓祭祀拍瀑拉族遷善南北社祖先牌位，二樓供奉地藏王菩薩與玄天上帝。

## 祭祀

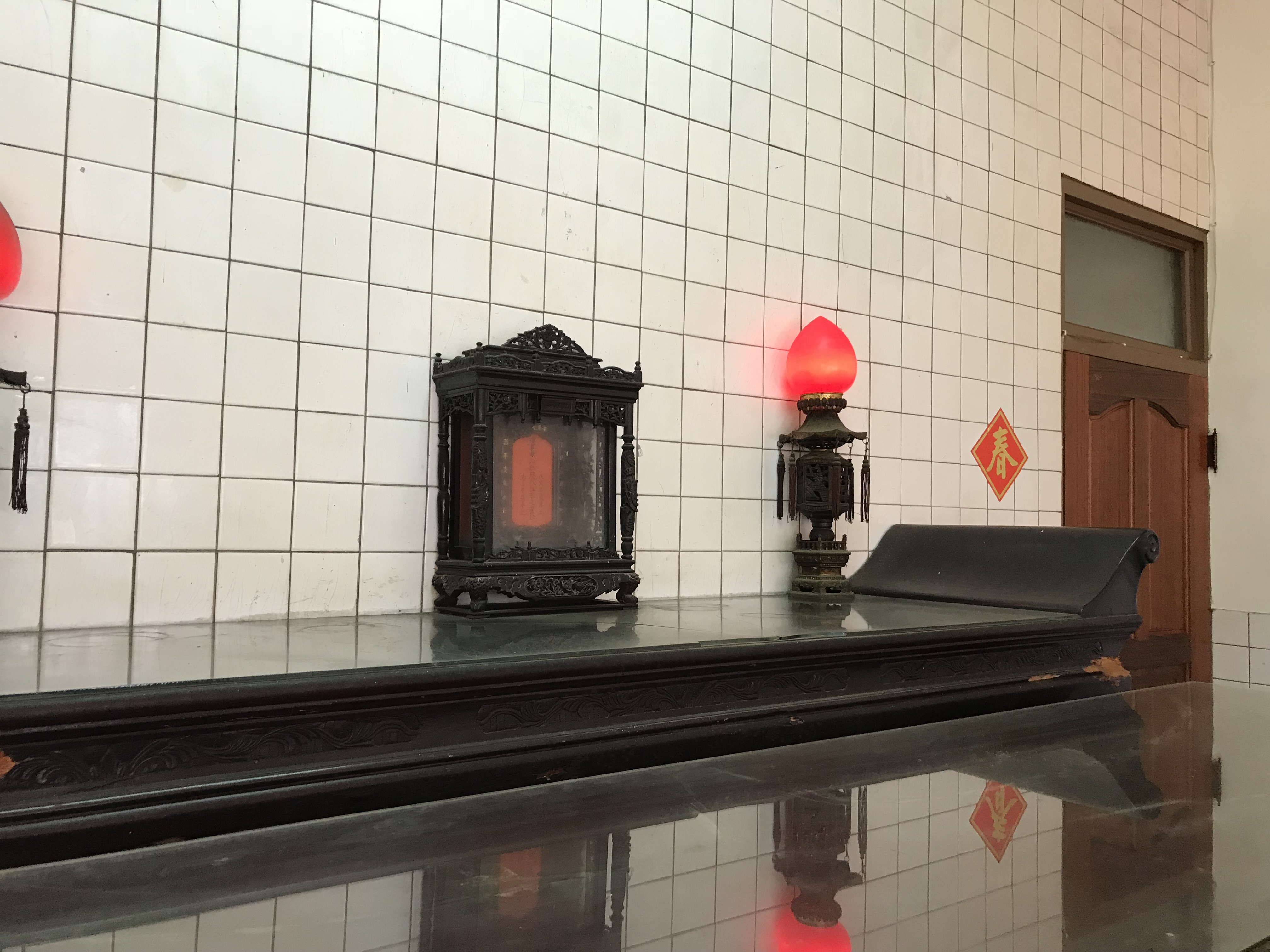
普善寺一樓牌位

農曆八月初二祭祖前三天，族人將代表祖先塑像請出。祭品以生食為主，與漢人熟食的習俗有別。祭品數量以5或5的倍數為主，通常為5份生豬肉、5條有鱗生魚、5塊豆乾、15個飯糰與1瓶米酒。主祭者要手捏一小撮的魚鱗、一小撮米飯及米酒，唸祈福之語作祭拜祭拜後，就由婦女就在寺前跳起名為「牽田」的歌舞。該歌舞為該族的頌祖曲。
祖靈祭還有被稱為「走標」、「走躔」、「番仔走田」的賽跑，為讓部落健壯的男人在步標中競跑，取得標旗的優勝者可選取族中美女為妻，當天晚上眾人還會到優勝者家中一起喝酒、唱歌、跳舞直至深夜。該活動在1901年的《台灣日日新報》就有文字記載。
1954年的《聯合報》就報導一位七十歲左右的老人回憶：農曆八月初二，此地原住民男性會從社口（今居仁里）賽跑到晉江寮（今晉江里）的竹子，環迴一週，未婚男子冠軍者可從該社選擇一美女做妻子；女子到洛泉里的蕃公井取水，邊打鑼邊歌舞，挑水回到祖先埋藏的處所，然後洗滌埋在地下的二尊人形身軀。
在漢族文化的影響下，賽跑的傳統已流失，取而代之的是演戲酬神的廟會形式，族人也仿漢人成立祭祀公會供奉祖先牌位。隨著臺灣政治文化解嚴，許多平埔原住民族資料逐漸被發掘，2007年沙鹿社區與遷移至埔里的拍瀑拉族人開始互相交流。
2008年2月16日，拍瀑拉族的張麗盆、毒瑞雄、施萬恩這三人從埔里到此寺尋根，由弘光科技大學副教授計文德陪同，並相約聯合舉辦牽田、走標活動。次年祭祀時，中央研究院台灣史副研究員洪麗完表示，拍瀑拉族自漢人來台灣後生活領域被壓縮、傳統文化流失，以往在地人多不願意面對過去歷史，很高興這幾年該族文化再度被重視，看見歌舞重現，心中實在感動。
拍瀑拉族也會祭祀大肚區的金聖公祠。